# Lepšolidi
Lepšolidi je neologismus z českého politického diskurzu, kde se má jednat o skupinu lidí, kteří své názory považují za nadřazené. Má jít o pojem inspirovaný němčinou (Gutmenschen, Gutmensch). V roce 2015 uvedené slovo (Gutmensch) zvítězilo v německé anketě o nejurážlivější slovo roku. Gut zde má být spjato s moralizováním a dogmatickým chováním uvedených lidí. Podle webu Bezfaulu.net je argumentace tímto neologismem v podstatě argumentačním faulem. Samotná podstata tohoto slova, které má popisovat, co si jiná skupina údajně myslí a jaké má postoje, spadá do definice faulu slaměný panák. Má jít o tendenci popisovat komplikované věci jednoduše, což se často manifestuje v podobně zkratkovitého způsobu vyjadřování. Ve své podstatě je taková rétorika ale manipulativní. Nejproblematičtější na tomto slově je fakt, že je prakticky nedefinovatelné, jakou skutečnou skupinu má vlastně popisovat a jestli jsou její citované postoje skutečně autentické.

## Historie
Podle některých slovo lepšolidi má přibližně odpovídat např. předchozímu pojmu „pražská kavárna“, „pravdoláskař“, „dobroser“, „dobrotrus“, nebo např. „sluníčkář“ nebo má jít o jejich nástupce. Podle Karla Olivy jde v podstatě o nástupce pojmu „pražská kavárna“, protože „podobně smýšlející lidé nežijí jen v Praze, takže je nový termín širší.“

## Politické výklady pojmu
| „                     | Definice „lepšolidí“ je složitá. Sami sebe považují za vzdělané, i když realita často není tak růžová. Oni naopak lidi jiných názorů nepovažují za lidi jiných názorů, ale za nevzdělance, hlupáky, burany, měšťáky, konzervativní fosilie minulého století, kteří by už neměli v 21. století tady zaclánět, nácky a bolševiky, sluhy kapitálu neekologických firem a zejména za tohle všechno dohromady. Lepšolidi se taky neustále snaží lézt do života jiných lidí a dělat nějaké kampaně, převychovávací a čím dál víc agresivní. Lepšolidi vědí, že v Praze místo magistrály by mělo být stromořadí a promenáda pro kachňátka. Proti ostatním lidem je vhodné použít petice, kolektivní donucovací prostředky, a když to nepůjde po dobrém – někdo se nepodrobí, bude muset být od společnosti izolován. | “ |
| — Václav Klaus mladší | |   |

| „             | Jsou to ti, kteří se považují za něco lepšího než my ostatní, kteří nám neustále radí, co máme dělat, kteří své názory považují za nadřazené názorům ostatních lidí. | “ |
| — Miloš Zeman | |   |

## Jiné výklady
| „                | Mají jednu univerzální pravdu a elitářsky pohrdají čímkoli, co se vymyká z koridoru kavárny. | “ |
| — Jaromír Soukup |                                                                                              |   |

| „            | Jedná se o lidi, kteří jsou zpravidla o kousek bohatší než burani, ale jejich životní šance zase o tolik vyšší nejsou. Nicméně něco navíc mají. A sice svůj pocit, že jsou nějak lepší než ostatní. Se svými nic moc platy upatlaně napodobují kapitány korporací a vysoké ministerské úředníky a hýčkají si pocit, „my všichni jsme jedna parta.“ Sice nejsou, ale to nevědí. Nicméně jejich jediným bohatstvím je arogance a pocit nadřazenosti. Pěstují si tedy politickou korektnost a správné názory. (...) Sociologové vesměs tvrdí, že se fakticky jedná o nejubožejší společenskou vrstvu. Skvěle to ukázal už skoro před 70 lety Charles W. Mill ve své analýze nižších manažerů, a po něm další a další. Jejich životní úroveň (ne sociologů, těch popisovaných lidí) je totiž sice o něco vyšší než životní úroveň obyčejných dělníků, ale nemají jejich sebevědomí a nemají jejich schopnost prosazovat své zájmy. Když panstvo zavelí a vyjde pár článků, podřídí se. I v tak zásadních záležitostech, jako je výchova vlastních dětí. Není bědnějšího údělu než být lepšočlověkem. A vlastně ani směšnějšího. | “ |
| — Petr Hampl | |   |

| „                 | Skutečná moudrost není nutně spojena s vysokým vzděláním. Nikoli náhodou existuje ve všech evropských jazycích výraz „selský rozum,“ který vyjadřuje praktickou moudrost bez planého filozofování. Neexistuje také žádná přímá úměra mezi dosaženým vzděláním a kvalitou morálky. Takhle uvažují pouze lepšolidé. | “ |
| — Jaroslav Kvapil | |   |

| „                 | Já kritizuji ten druh lidí, které Václav Klaus mladší označil jako lepšolidi a velice jasně a s břitkou ironií vystihl jejich charakter. Je naprosto pochopitelné, že jeho článek je doslovným trnem v oku takzvaných lepšolidí, protože se v něm poznávají. | “ |
| — Jaroslav Kvapil | |   |

## Satira
| „                                                                                        | Ve svých čistých kancelářích se od počítačů smějí poctivě pracujícím lidem, kteří vytváří hodnoty, a považují je za spodinu. Za někoho podřadného ... Lepšolidé si zkrátka jenom proto, že jsou vzdělanější, úspěšnější, inteligentnější a opticky hezčí, myslí, že mohou ostatními opovrhovat. Lepšolidi nemá nikdo rád. Lepšolidi se mají rádi jen navzájem mezi sebou. | “ |
| — Dominik Landsman v článku Základní charakteristika lepšolidí pro začátečníky a neznalé | |   |